# Garrha
Genre
Garrha est un genre de papillons de nuit de la famille des Oecophoridae.

## Liste d'espèces
Selon NCBI (6 octobre 2015) :
- Garrha absumptella  (Walker, 1864)
- Garrha amata  (Meyrick, 1914)
- Garrha atoecha  (Meyrick, 1886)
- Garrha atripunctatella  (Turner, 1896)
- Garrha carnea  (Zeller, 1855)
- Garrha costimacula  (Meyrick, 1883)
- Garrha icasta  (Turner, 1941)
- Garrha leucerythra  (Meyrick, 1883)
- Garrha limbata  (Meyrick, 1883)
- Garrha mellichroa  (Lower, 1897)
- Garrha mesodesma  (Meyrick, 1889)
- Garrha mitescens  (Meyrick, 1914)
- Garrha moderatella  (Walker, 1864)
- Garrha ocellifera  (Meyrick, 1883)
- Garrha oncospila  (Turner, 1946)
- Garrha paraderces  (Meyrick, 1889)
- Garrha phoenopis  (Turner, 1916)
- Garrha platyporphyra  (Turner, 1946)
- Garrha pudica  (Zeller, 1855)
- Garrha repandula  (Zeller, 1855)
- Garrha rubella  (Turner, 1939)
- Garrha rufa  (Meyrick, 1883)
- Garrha rufescens  (Turner, 1946)
- Garrha rufimaculella  (Turner, 1896)
- Garrha sincerella  Walker, 1866
- Garrha spatiosa  (Meyrick, 1921)
- Garrha submissa  (Turner, 1946)